# Julija Walerjewna Sasonowa
Julija Walerjewna Sasonowa (russisch Юля Валерьевна Сазонова, auch Iuliia Sazonova transkribiert; * 14. Oktober 1988) ist eine russische Crosslauf-Sommerbiathletin.
Iuliia Sazonova hatte ihre ersten bedeutenden internationalen Einsätze im Rahmen der Sommerbiathlon-Europameisterschaften 2013 in Haanja. Dort wurde sie im Sprint mit vier Fehlern 14. und fiel nach neun Fehlern im darauf basierenden Verfolgungsrennen auf Rang 16 zurück.